# Колегія закордонних справ
Колегія закордонних справ, або Колегія іноземних справ (рос. Коллегия иностранных дел) — у 1717—1802 роках колегія (міністерство) Російської імперії, що займалася питаннями зовнішньої політики. Історичний попередник Міністерства закордонних справ Росії. Створена замість посольского приказу. У 1720 році отримала особливий регламент. Згодом перетворена на Міністерство закордонних справ Російської імперії.

## Історія
У 1718–1719 роках відбувалася ліквідація попередніх державних органів, заміна їх новими, більш придатних для держави Петра I.
Утворення Сенату в 1711 році послужило сигналом до формування органів галузевого управління — колегій. За задумкою Петра I вони мали замінити неповоротну систему приказів і привнести до управління два нових начала:
1. Систематичний розділ відомств (прикази часто підміняли один одного, виконуючи одну й ту саму функцію, що вносило хаос в управлення; були й такі функції, що зовсім не охоплювалися яким-небудь приказним провадженням).
2. Дорадчий порядок розв'язування справ.

Форма нових центральних органів управління була запозичена у Швеції та в Німеччині. Основою для регламенту колегій стало шведське законодавство.
У 1802 році Колегія іноземних справ була підпорядкована створеному Міністерству іноземних справ, а в 1832 році ліквідована, ввійшовши до складу міністерства.

## Структура
На чолі колегії стояв президент колегії, який іменувався канцлером, його заступником був віце-президент, який іменувався віце-канцлером. У випадках особливої важливості, коли складалися грамоти до іноземних держав, рескрипти міністрам, резолюції, декларації тощо, до Присутності колегії запрошувалися для наради всі (або тільки деякі, спеціально для цього призначені) дійсні таємні радники, а інколи був присутній і сам монарх; у цих випадках у засіданні зазвичай брав участь один лише радник колегії; інші же радники та асесори не запрошувалися; подавалися голоси в більшості письмово, рідко словесно.
В останні роки існування Колегії іноземних справ її президентам титул канцлера не давався.

## Президенти Колегії
| №                       | Ім'я                   | Повноваження | Повноваження | Правлячий монарх                             |
| №                       | Ім'я                   | Початок      | Закінчення   | Правлячий монарх                             |
| ----------------------- | ---------------------- | ------------ | ------------ | -------------------------------------------- |
| Колегія іноземних справ |                        |              |              |                                              |
| 16                      | Гаврило Головкін       | 1717         | 1734         | Петро I, Катерина I, Петро II, Анна Іванівна |
| 17                      | Андрій Остерман        | 1734         | 1740         | Анна Іванівна                                |
| 18                      | Олексій Черкаський     | 1740         | 1742         | Іван VI                                      |
| 19                      | Олексій Бестужев-Рюмін | 1742         | 1758         | Єлизавета Петрівна                           |
| 20                      | Михайло Воронцов       | 1758         | 1763         | Єлизавета Петрівна, Петро III, Катерина II   |
| 21                      | Микита Панін           | 1763         | 1781         | Катерина II                                  |
| 22                      | Іван Остерман          | 1781         | 1797         | Катерина II                                  |
| 23                      | Олександр Безбородько  | 1797         | 1799         | Павло I                                      |
| 24                      | Федір Ростопчин        | 1799         | 1801         | Павло I                                      |
| 25                      | Микита Панін           | 1801         | 1801         | Павло I                                      |
| 26                      | Віктор Кочубей         | 1801         | 1802         | Олександр I                                  |